# 立浪
立浪（たつなみ）は、日本相撲協会の年寄名跡のひとつ。明治維新以降創設と比較的新しい名跡ではあるものの、それまで四股名として名乗るものが多かった「立浪」をなぜ初代がいきなり名乗ったかなど、創設に関するその由来は定かではない。

## 立浪の代々
- 代目の太字は、部屋持ち親方。

| 代目 | 引退時しこ名 | 最高位 | 現役時の所属部屋      | 襲名期間                               | 備考                       |
| ---- | ------------ | ------ | --------------------- | -------------------------------------- | -------------------------- |
| 初代 | 鬼ヶ﨑綱之助 | 前2    | 湊川部屋              | 1876年1月-1878年7月（死去）            |                            |
| 2代  | 四ツヶ濱万吉 | 十19   | 振分部屋              | 1879年6月-1882年?                      | 二枚鑑札 8代振分に名跡変更 |
| 3代  | 和田ノ森繁蔵 | 十5    | 大嶽部屋              | 1882年?-1910年8月（死去）              | 二枚鑑札                   |
| 4代  | 緑嶌友之助   | 小結   | 草風(京都)-春日山部屋 | 1915年6月-1952年12月（死去）           |                            |
| 5代  | 羽黒山政司   | 横綱   | 立浪部屋              | 1952年12月-1969年10月（死去）          | 二枚鑑札                   |
| 6代  | 安念山治     | 関脇   | 立浪部屋              | 1969年11月-1999年2月（停年(定年)退職） |                            |
| 7代  | 旭豊勝照     | 小結   | 大島部屋              | 1999年2月-                             |                            |